# Chamboultou
Albums de Têtes raides
Viens !
(1997) NON
(1999)

Chamboultou est un album des Têtes Raides sorti en 1998. Il a été réalisé par Sodi.

## Liste des titres
1. Du boulot
2. Les Hirondelles
3. Les Roseaux
4. Chamboultou
5. Oublie cette chanson
6. Le Créditeur
7. Le Cœur a sa mémoire
8. Parazite
9. Dans la gueule du loup
10. Guignol
11. Écris-moi
12. Mon slip
13. Vent chante

## Certifications
| Région                                                                                                 | Certification | Ventes/Streams |
| --- | ------------- | -------------- |
| France (SNEP)                                                                                          | Or            | 100 000*       |
| *Ventes selon la certification ^Mise en rayon selon la certification xNon précisé par la certification |               |                |

## Accueil critique
Pour Les Inrockuptibles, « Leur nouvel album annonce des lendemains qui chantent. Pour curieuse et inédite qu’elle soit, la démarche des Têtes Raides place l’auditeur occasionnel au coeur d’un paradoxe inconfortable : mélanger musique populaire et langue absconse ».
Pour L'Humanité, « Les Têtes raides, décidément, ne plient pas la nuque. Avec “Chamboultou”, leur dernier album […], les voici qui redémarrent sur des chapeaux de roue ». 